# 三安曲林乡
三安曲林乡（藏語：གསང་སྔགས་ཆོས་གླིང་，威利转写：gsang snags chos gling），是中华人民共和国西藏自治区山南市隆子县下辖的一个乡镇级行政单位。

## 行政区划
三安曲林乡下辖以下地区：
西卡下村、三林村、乃加村、边觉林村、列木村、堆西村和格西村。